# 935
935(구백삼십오)는 934보다 크고 936보다 작은 자연수다.

## 수학
- 합성수로, 그 약수는 1, 5, 11, 17, 55, 85, 187, 935다. 진약수의 합은 361이므로, 935는 부족수다.
- {\displaystyle 21^{4}-1}은 935로 나누어떨어진다.

## 과학·기술
- NGC 935(영어판): 양자리 방향에 있는 상호작용은하.
- 포르쉐 935(영어판): 포르쉐의 스포츠카.

## 교통

### 철도
- 서울 지하철 9호선 한성백제역의 역번호.

### 도로
- 935번 지방도: 경상북도 안동시 임동면 중평리에서 충청북도 단양군 영춘면 상리까지 이어지는 대한민국의 지방도.
- 935번 홋카이도도(일본어판)

## 문화유산
- 대한민국의 보물 제935호: 월인석보 권11, 12

## 기타
- 연도: 935년, 기원전 935년